# Agonis grandiflora
Agonis grandiflora är en myrtenväxtart som beskrevs av George Bentham. Agonis grandiflora ingår i släktet Agonis och familjen myrtenväxter. Inga underarter finns listade i Catalogue of Life.